# Matilde di Hainaut
Matilde di Hainaut, o di Antiochia (in francese Mathilde o Mahaut, in inglese, in tedesco e in fiammingo Matilda o Mathilde, in spagnolo, in aragonese, in asturiano e in catalano Matilde e in latino Mahalda) (novembre 1293 – Aversa, 1331), fu Signora di Braine-le-Comte e di Hal in Hainaut e principessa di Acaia e di Morea dal 1313 al 1318.

## Origine[1][2]
Era figlia dello Statolder di Zelanda, Signore di Braine-le-Comte e di Hal in Hainaut, Florent de Hainaut (1255 – 1297, figlio del conte di Hainaut Giovanni d'Avesnes, discendente di Baldovino I di Costantinopoli, e di Adelaide d'Olanda) e di Isabella di Villehardouin, principessa di Acaia e di Morea, figlia del principe di Acaia e di Morea, Guglielmo II di Villehardouin e di Anna Komnena Doukaina (figlia di Michele II d'Epiro).

## Biografia
Nel 1297, Matilde successe al padre, come Signora di Braine-le-Comte e di Hal.
Nel settembre del 1304, sposò Guido II de la Roche, duca di Atene, figlio del duca, Guglielmo I de la Roche (1280–1287) e di Elena Angelina Comnena. Secondo la Storia di Marino Sanuto detto Torsello, Guido (miser Guido) figlio di Guglielmo I (miser Guglielmo…della Rocia [Duca]) sposò Matilde (la figlia del principe Florenzò d´Anoldo) che in dote portò un feudo (la castellania de Calamata).
Dopo soli quattro anni, nel 1308, Matilde rimase vedova.
Nel 1309, a Tebe, Matilde si fidanzò con Carlo (1296 - 1315), figlio di Filippo I d'Angiò, principe di Taranto, despota dell'Epiro ed imperatore titolare di Costantinopoli e di Tamara Angela Comnena Ducena (1277 † 1311 figlia di Niceforo I d'Epiro, despota d'Epiro).
Nel 1311, a Valenciennes, sua madre, Isabella di Villehardouin, che dal 1307 era solo principessa titolare, mentre il principato era retto da Filippo I d'Angiò, confermò i diritti di Matilde sul principato di Acaia e di Morea. Però, alla morte di Isabella, Filippo I d'Angiò, avocò a sé il titolo di principe d'Acaia, per concederlo al fidanzato di Matilde, suo figlio, Carlo.
Nel 1313, Matilde sposò Luigi di Borgogna (1297 – 1316), divenuto re titolare di Tessalonica, per concessione del fratello, Ugo V di Borgogna e principe consorte d'Acaia, per diritto di matrimonio.
Questo matrimonio concluse la disputa fra gli angioini e i duchi di Borgogna. In effetti il fratello maggiore di Luigi, Ugo V di Borgogna duca di Borgogna e re titolare di Tessalonica era stato fidanzato a Caterina di Valois-Courtenay, imperatrice titolare di Costantinopoli, ma il padre di lei, Carlo di Valois, aveva preferito rompere il fidanzamento con Ugo per dar la figlia in moglie a Filippo I di Taranto. Ugo accettò di rinuncia al fidanzamento ottenendo come compensazione:
- il fidanzamento con la piccola  Giovanna di Francia, erede della contea di Borgogna (ma che nel 1322, alla morte del padre, Filippo V, non divenne regina di Francia, su conforme parere dei giuristi, un'assemblea di nobili, simile a quella che un tempo aveva eletto Ugo Capeto, approvò la successione, in conformità alla legge salica, secondo cui la successione spettava solo agli eredi maschi[3]), figlia del futuro re di Francia, Filippo V il Lungo e di Giovanna di Borgogna[4], futura contessa di Borgogna;
- il matrimonio, nel 1313, tra sua sorella Giovanna di Borgogna (1293-1349) e il figlio di Carlo di Valois, Filippo (1293-1350), conte del Maine, di Valois e d'Angiò, poi re Filippo VI di Francia;
- il matrimonio, nel 1313, tra suo fratello, Luigi di Borgogna (1297 † 1316), e Matilde di Hainaut che era stata investita del principato di Acaia e di Morea da Filippo I d'Angiò.

La coppia, dopo aver cercato invano di ostacolare, nel 1315, la successione di Oddone, fratello di Luigi, sul Ducato di Borgogna, partì per l'Oriente per prendere possesso del feudo, che era stato nel frattempo occupato dal cugino di Matilde, Ferdinando di Majorca (1278 – 1316), un altro pretendente in quanto aveva sposato la cugina prima di Matilde, Isabella di Sabran.
La coppia sbarcò a Patrasso, nell'aprile 1316 e con l'aiuto dei veneziani attaccò le posizioni di Ferdinando che fu sconfitto a Manolara nella Elide il 5 luglio 1316, ed in seguito decapitato; ma Luigi di Borgogna morì anch'egli poco dopo, per avvelenamento, ad opera del conte di Cefalonia, Giovanni I Orsini.
Dopo la morte del principe Luigi, nel 1318, Filippo I di Taranto fece rapire e trasferire a Napoli Matilde obbligandola a sposare il fratello Giovanni d'Angiò (1294 – 1336), conte di Gravina e duca di Durazzo, affinché la sovranità sull'Acaia rimanesse alla famiglia angioina. Il matrimonio, dopo aver ricevuto la dispensa papale, fu celebrato nel marzo di quell'anno ma Matilde si rifiutò di cedere i suoi diritti sul Principato d'Acaia. Tre anni dopo, nel 1321, esso fu annullato in quanto rato e non consumato (la coppia non aveva avuto figli)
Avendo in seguito, Matilde segretamente sposato Ugo de La Palice (dal quale poco dopo divorziò), in violazione dell'impegno preso dalla madre Isabella secondo il quale le figlie titolari del principato di Acaia non avrebbero potuto contrarre matrimonio senza il consenso del sovrano di Napoli, il principato rimase a Giovanni di Gravina e Matilde fu rinchiusa nel Castel dell'Ovo a Napoli.
Liberata, Matilde si ritirò quindi ad Aversa ove terminò la sua vita.

## Ascendenza
|                               |                             |                           | Genitori                      |  |  | Nonni |  |  | Bisnonni           |  |  | Trisnonni         |  |
|                               |                             |                           |                               |  |  |       |  |  | Burcardo d'Avesnes |  |  | Giacomo d'Avesnes |  |
|                               |                             |                           |                               |  |  |       |  |  | Burcardo d'Avesnes |  |  | Giacomo d'Avesnes |  |
|                               |                             | Adelina di Guisa          |                               |  |  |       |  |  | Burcardo d'Avesnes |  |  |                   |  |
| Giovanni d'Avesnes            |                             |                           |                               |  |  |       |  |  | Burcardo d'Avesnes |  |  |                   |  |
|                               |                             | Margherita II di Fiandra  | Baldovino I di Costantinopoli |  |  |       |  |  |                    |  |  |                   |  |
|                               |                             | Margherita II di Fiandra  | Baldovino I di Costantinopoli |  |  |       |  |  |                    |  |  |                   |  |
|                               |                             | Margherita II di Fiandra  | Maria di Champagne            |  |  |       |  |  |                    |  |  |                   |  |
| Florent de Hainaut            |                             | Margherita II di Fiandra  |                               |  |  |       |  |  |                    |  |  |                   |  |
|                               |                             | Fiorenzo IV d'Olanda      | Guglielmo I d'Olanda          |  |  |       |  |  |                    |  |  |                   |  |
|                               |                             | Fiorenzo IV d'Olanda      | Guglielmo I d'Olanda          |  |  |       |  |  |                    |  |  |                   |  |
|                               |                             | Fiorenzo IV d'Olanda      | Adelaide di Gheldria          |  |  |       |  |  |                    |  |  |                   |  |
| Adelaide d'Olanda             |                             | Fiorenzo IV d'Olanda      |                               |  |  |       |  |  |                    |  |  |                   |  |
|                               |                             | Matilde di Brabante       | Enrico I di Brabante          |  |  |       |  |  |                    |  |  |                   |  |
|                               |                             | Matilde di Brabante       | Enrico I di Brabante          |  |  |       |  |  |                    |  |  |                   |  |
|                               |                             | Matilde di Brabante       | Matilde di Lorena             |  |  |       |  |  |                    |  |  |                   |  |
| Matilde di Hainaut            |                             | Matilde di Brabante       |                               |  |  |       |  |  |                    |  |  |                   |  |
|                               | Goffredo I di Villehardouin | Giovanni di Villehardouin |                               |  |  |       |  |  |                    |  |  |                   |  |
|                               | Goffredo I di Villehardouin | Giovanni di Villehardouin |                               |  |  |       |  |  |                    |  |  |                   |  |
|                               | Goffredo I di Villehardouin | Céline di Briel           |                               |  |  |       |  |  |                    |  |  |                   |  |
| Guglielmo II di Villehardouin | Goffredo I di Villehardouin |                           |                               |  |  |       |  |  |                    |  |  |                   |  |
|                               |                             | Elisabetta                | …                             |  |  |       |  |  |                    |  |  |                   |  |
|                               |                             | Elisabetta                | …                             |  |  |       |  |  |                    |  |  |                   |  |
|                               |                             | Elisabetta                | …                             |  |  |       |  |  |                    |  |  |                   |  |
| Isabella di Villehardouin     |                             | Elisabetta                |                               |  |  |       |  |  |                    |  |  |                   |  |
|                               |                             | Michele II d'Epiro        | Michele I d'Epiro             |  |  |       |  |  |                    |  |  |                   |  |
|                               |                             | Michele II d'Epiro        | Michele I d'Epiro             |  |  |       |  |  |                    |  |  |                   |  |
|                               |                             | Michele II d'Epiro        | …                             |  |  |       |  |  |                    |  |  |                   |  |
| Anna Comnena Ducaina          |                             | Michele II d'Epiro        |                               |  |  |       |  |  |                    |  |  |                   |  |
|                               |                             | Teodora di Arta           | Giovanni Petralife            |  |  |       |  |  |                    |  |  |                   |  |
|                               |                             | Teodora di Arta           | Giovanni Petralife            |  |  |       |  |  |                    |  |  |                   |  |
|                               |                             | Teodora di Arta           | Elena                         |  |  |       |  |  |                    |  |  |                   |  |
|                               |                             | Teodora di Arta           |                               |  |  |       |  |  |                    |  |  |                   |  |